# Уайетт, Барбара
Барбара Уайетт (англ. Barbara Wyatt, в замужестве Харди; 17 июля 1930 года, Брайтон, Великобритания — 10 января 2012 года, Монреаль, Канада) — фигуристка из Великобритании, бронзовый призёр чемпионатов Европы 1951—1952 годов в женском одиночном катании. Принимала участие в Олимпиаде 1952 года.

## Личная жизнь
По окончании спортивной карьеры вышла замуж за хоккеиста из Швейцарии и перебралась туда жить; где начала работать тренером по фигурному катанию. Однако затем они перебрались в Канаду. Мать троих сыновей, один из них канадский хоккеист Марк Харди.

## Спортивные достижения
| Соревнования/Сезоны | 1947 | 1948 | 1949 | 1950 | 1951 | 1952 |
| ------------------- | ---- | ---- | ---- | ---- | ---- | ---- |
| Зимние Олимпиады    |      |      |      |      |      | 7    |
| Чемпионаты мира     |      | 16   | 10   | 10   | 5    | 5    |
| Чемпионаты Европы   | 12   | 10   | 8    | 4    | 3    | 3    |